# Eine Nacht in Venedig (Quadrille)
Eine Nacht in Venedig ist eine Quadrille von Johann Strauss Sohn (op. 416). Sie wurde am 4. Februar 1884 in der Wiener Hofburg erstmals aufgeführt.

## Einzelnachweis
1. ↑  Quelle: Englische Version des Booklets (Seite 101) in der 52 CDs umfassenden Gesamtausgabe der Orchesterwerke von Johann Strauß (Sohn), Hrsg. Naxos (Label). Das Werk ist als siebter Titel auf der 38. CD zu hören.